# Ixora borneensis
Ixora borneensis är en måreväxtart som först beskrevs av Friedrich Anton Wilhelm Miquel, och fick sitt nu gällande namn av Jacob Gijsbert Boerlage. Ixora borneensis ingår i släktet Ixora och familjen måreväxter. Inga underarter finns listade i Catalogue of Life.